# 幻の花嫁
『幻の花嫁』（まぼろしのはなよめ）は、1979年10月29日～12月28日にTBS「花王 愛の劇場」枠にて放送された昼ドラマである。ウィリアム・アイリッシュのミステリー小説『死者との結婚』を原作とするテレビドラマ。主演は樫山文枝。山梨県勝沼町（現：甲州市）の協力を得て、同町の特産品であるぶどう農家の一家を中心にストーリーが進んでいく。

## 概要

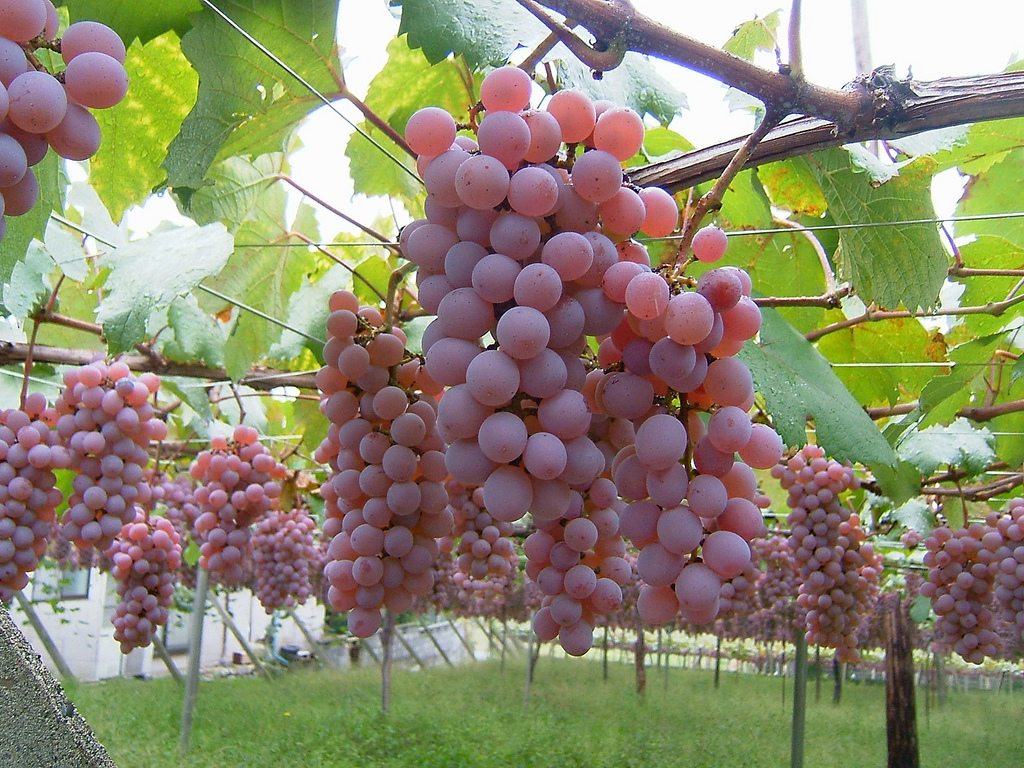
勝沼町のぶどう園

いずみ（樫山文枝）は恋人（西岡徳美）に裏切られ妊娠し、死ぬつもりで伊豆大島行きの船に乗るが、船上である夫妻と知り合う。妻の妙子（寺田路恵）は同じく妊娠中で、夫妻はフランスで結婚し、大島にある妙子の両親の墓参りをしてから、夫の実家の勝沼町へ向かうつもりであった。妙子はいずみへ結婚指輪を預けるが、船が遭難して妙子とその夫は亡くなる。助かったいずみは妙子と間違われ、妙子の夫の実家に温かく迎えられて、男の子を出産する。
帰る場所もないいずみは「普通の幸せ」を手に入れるため、妙子になりすまして勝沼町で生きていくことを選ぶ。いずみは一家の人々から「妙子さん」と呼ばれながら、ぶどう園で懸命に働く。しかしいつ秘密がバレるかという不安に常に怯え、また善良な一家の人々を騙しているという良心の呵責に苛まれていた。妙子の夫の弟（原康義）はけなげに働くいずみに好意を寄せるが、幸せをつかんだと思ったのも束の間、かつての恋人が現れていずみを脅迫する……。
『死者との結婚』は1960年に映画化（高橋治監督、松竹）されている。原作では列車事故により花嫁が入れ替わるが、本作では舞台を伊豆大島への船（東海汽船）の海難事故に置き換えている。なお、松竹映画版では舞台を瀬戸内海の船の事故と四国に置き換えている。
原作や松竹映画版では、花嫁が入れ替わる先は富裕な家庭だったのに対し、『幻の花嫁』ではごく普通の農家の暮らしが、勝沼の美しい自然とともに描かれるのが特徴的である。また結末も原作とは異なりハッピーエンドとなっており、すべてを打ち明けたいずみに対し、一家の人々は「知ってたよ」と微笑んで返す。つまり皆はいずみが本当は妙子でないことを知りながら、家族の一員として受け入れていたのだった。

## キャスト
- いずみ - 樫山文枝
- 妙子 - 寺田路恵
- 下條正巳
- 原康義
- 風見章子
- 大出俊
- 西岡徳美
- 近藤ふみ子
- 神田橋満
- 小沢忠臣
- 尾美としのり
- 植村恭子
- 新井裕樹
- 山本清
- 松本朝夫
- 中村美代子
- 彩藤みどり
- 八木光生
- 柳沢紀男
- 加藤茂雄
- ナレーター - 伊藤幸子

## スタッフ
- 原作：ウィリアム・アイリッシュ（『死者との結婚』より）
- プロデューサー：前田満州夫（国際放映）、野村清（TBS）
- 脚本：梅林貴久生、阿井文瓶
- 監督：下村堯二、新津左兵
- 助監督：藤井吉春
- 音楽：日暮雅信
- 撮影：喜多崎晃
- 美術：朝生治男
- 照明：矢口明
- 編集：神谷信武
- 録音：小林尚
- 整音：坂田通俊
- 選曲：境野富夫
- 制作：国際放映、TBS
- 協力：山梨県勝沼町

## 主題歌
- 「めぐり逢いゆれて…」（歌：伊東ゆかり）
  - 作詞：来生えつこ／作曲：都倉俊一／編曲：田辺信一